# Tweede Soedanese Burgeroorlog
De Tweede Soedanese Burgeroorlog was een conflict van 1983 tot 2005 tussen de centrale Soedanese regering en het Soedanese Volksbevrijdingsleger, dat vocht voor de onafhankelijkheid van de Zuid-Soedanese provincies. Het was grotendeels een voortzetting van de Eerste Soedanese Burgeroorlog van 1955 tot 1972. Hoewel het begon in het zuiden (het huidige Zuid-Soedan), breidde de burgeroorlog zich tegen het einde van de jaren 1980 uit over de Noeba en de Blauwe Nijl .
Ongeveer twee miljoen mensen stierven ten gevolge van de oorlog, hongersnood en ziektes die veroorzaakt werden door het conflict. Vier miljoen mensen in Zuid-Soedan moesten minstens één keer (en vaak herhaaldelijk) vluchten tijdens de oorlog. Het aantal burgerslachtoffers is een van de hoogste van eender welke oorlog sinds de Tweede Wereldoorlog. Het conflict werd officieel beëindigd met het tekenen van een vredesovereenkomst in januari 2005.
Achtergrond:
Shaba I ·
Shaba II · 
Tweede Soedanese Burgeroorlog · 
Oorlog in Oeganda (1986-1994) · 
Onrust in Zaïre 1991 · 
Burundese burgeroorlog · 
Rwandese burgeroorlog · 
Moord op Juvénal Habyarimana en Cyprien Ntaryamira ·
Rwandese genocide ·
Grote Meren Vluchtelingencrisis
Oorlog:
Formatie van de AFDL ·
Eerste Congolese Burgeroorlog ·
Bloedbaden van de Hutu's tijdens de Eerste Congolese Burgeroorlog ·
Operatie Thunderbolt (1997) ·
omverwerping van Mobutu Sese Seko